# Atletismo nos Jogos Olímpicos de Verão de 1992 - Salto em altura feminino
O salto em altura feminino do atletismo nos Jogos Olímpicos de Verão de 1992, teve as qualificações realizadas no dias 6 de agosto, tendo a final sido realizada no dia 8 de agosto, no Estadi Olímpic de Montjuïc.

## Medalhistas
| Ouro   | GER Heike Henkel     |
| Prata  | ROU Galina Astafei   |
| Bronze | CUB Ioamnet Quintero |

## Recordes
Antes desta prova, os recordes mundial e olímpico eram:
| Mundial  | Stefka Kostadinova (BUL) | 2.09 | Roma, Itália        | 30 de agosto de 1987   |
| Olímpico | Louise Ritter (USA)      | 2.03 | Seul, Coreia do Sul | 30 de setembro de 1988 |

## Resultados

### Qualificação
Regras de qualificação: performance mínima de 1.92 m (Q), tendo sido apuradas 16 atletas para a final.
| #  | Grupo | Nome                 | País                 | 1.60 | 1.65 | 1.70 | 1.75 | 1.79 | 1-83 | 1.86 | 1.88 | 1.90 | 1.92 | Resultado | Notas |
| -- | ----- | -------------------- | -------------------- | ---- | ---- | ---- | ---- | ---- | ---- | ---- | ---- | ---- | ---- | --------- | ----- |
| 1  | B     | Heike Henkel         | GER Alemanha         |      |      |      |      |      |      | o    |      |      | o    | 1.92      | Q     |
| 1  | A     | Stefka Kostadinova   | BUL Bulgária         |      |      |      |      |      | o    | o    |      | o    | o    | 1.92      | Q     |
| 1  | B     | Debbie Marti         | GBR Grã-Bretanha     |      |      |      | o    | o    | o    | o    | o    | o    | o    | 1.92      | Q     |
| 4  | A     | Galina Astafei       | ROU Romênia          |      |      |      |      | xo   | o    | o    | o    | o    | o    | 1.92      | Q     |
| 5  | B     | Ioamnet Quintero     | CUB Cuba             |      |      |      |      | o    |      | o    |      | xo   | o    | 1.92      | Q     |
| 5  | A     | Silvia Costa         | CUB Cuba             |      |      |      |      | o    |      | o    |      | o    | xo   | 1.92      | Q     |
| 5  | B     | Tatyana Shevchik     | EUN Equipa Unificada |      |      |      |      | o    |      | o    | o    | o    | xo   | 1.92      | Q     |
| 8  | A     | Donata Jancewicz     | POL Polônia          |      |      |      | o    |      | xo   | o    | o    | o    | xo   | 1.92      | Q     |
| 8  | A     | Birgit Kähler        | GER Alemanha         |      |      |      | o    | o    | xo   | o    | xo   | o    | o    | 1.92      | Q     |
| 8  | B     | Valentina Gotovska   | LAT Letônia          |      |      |      | o    | o    | o    | o    | o    | xxo  | o    | 1.92      | Q     |
| 11 | A     | Alison Inverarity    | AUS Austrália        |      |      |      |      |      |      | xo   | xo   | xo   | o    | 1.92      | Q     |
| 11 | B     | Olga Turchak         | EUN Equipa Unificada |      |      |      | o    | o    | o    | o    | xo   | xxo  | o    | 1.92      | Q     |
| 13 | A     | Tanya Hughes         | USA Estados Unidos   |      |      |      |      | o    | o    | xo   | o    | xxo  | xo   | 1.92      | Q     |
| 13 | A     | Britta Bilac         | SLO Eslovênia        |      |      |      | o    | o    | o    | o    | xxo  | o    | xxo  | 1.92      | Q     |
| 15 | B     | Sigrid Kirchmann     | AUT Áustria          |      |      |      |      | o    | o    | xo   | xxo  | xo   | xxo  | 1.92      | Q     |
| 16 | B     | Megumi Sato          | JPN Japão            |      |      |      | o    | o    | o    | xxo  | xxo  | xxo  | xxo  | 1.92      | Q     |
| 17 | B     | Beata Holub          | POL Polônia          |      |      |      |      | o    | o    | o    |      | o    | xxx  | 1.90      |       |
| 17 | B     | Judit Kovács         | HUN Hungria          |      |      |      | o    | o    | o    | o    | o    | o    | xxx  | 1.90      |       |
| 19 | B     | Sue Rembao           | USA Estados Unidos   |      |      |      |      | o    | o    | xo   | o    | o    | xxx  | 1.90      |       |
| 20 | A     | Sandrine Fricot      | FRA França           |      |      |      |      | o    | o    | o    | o    | xxo  | xxx  | 1.90      |       |
| 21 | B     | Nele Savickyte       | LTU Lituânia         |      |      |      | o    | o    | xo   | o    | xxo  | o    | xxx  | 1.90      |       |
| 22 | B     | Antonella Bevilacqua | ITA Itália           |      |      | o    | o    | o    | o    | xo   | xxo  | xxo  | xxx  | 1.90      |       |
| 23 | A     | Katarzyna Majchrzak  | POL Polônia          |      |      |      | o    |      | o    | o    | o    | xxx  |      | 1.88      |       |
| 24 | B     | Niki Bakogianni      | GRE Grécia           |      |      |      | o    | o    | o    | o    | xo   | xxx  |      | 1.88      |       |
| 25 | A     | Lyudmila Andonova    | BUL Bulgária         |      |      |      |      | o    | o    | o    | xxo  | xxx  |      | 1.88      |       |
| 25 | A     | Šárka Kašpárková     | TCH Checoslováquia   |      |      |      | o    | o    | o    | o    | xxo  | xxx  |      | 1.88      |       |
| 27 | B     | Amber Welty          | USA Estados Unidos   |      |      |      | o    | o    | o    | xo   | xxo  | xxx  |      | 1.88      |       |
| 28 | A     | Marion Goldkamp      | GER Alemanha         |      |      |      |      | o    | o    | o    | xxx  |      |      | 1.86      |       |
| 29 | B     | Oana Musunoi         | ROU Romênia          |      |      |      |      | xo   | o    | o    | xxx  |      |      | 1.86      |       |
| 30 | A     | Jo Jennings          | GBR Grã-Bretanha     |      |      | o    | o    | o    | xxo  | xo   | xxx  |      |      | 1.86      |       |
| 30 | A     | Sieglind Cadush      | SUI Suíça            |      |      | xo   | o    | o    | o    | xxo  | xxx  |      |      | 1.86      |       |
| 32 | A     | Olga Bolchova        | EUN Equipa Unificada |      |      |      |      | xo   | o    | xxx  |      |      |      | 1.83      |       |
| 33 | B     | Svetlana Leseva      | BUL Bulgária         |      |      |      |      | o    | xo   | xxx  |      |      |      | 1.83      |       |
| 33 | B     | Soňa Nováková        | TCH Checoslováquia   |      |      | o    | o    | o    | xo   | xxx  |      |      |      | 1.83      |       |
| 35 | B     | Cristina Fink        | MEX México           |      |      |      | o    | o    | xxo  | xxx  |      |      |      | 1.83      |       |
| 36 | A     | Niki Gavera          | GRE Grécia           |      |      | xo   | o    | xo   | o    | xxx  |      |      |      | 1.83      |       |
| 37 | A     | Lucienne N'Da        | CIV Costa do Marfim  |      |      | o    | o    | o    | xxx  |      |      |      |      | 1.79      |       |
| 38 | A     | Najuma Fletcher      | GUY Guiana           |      | xo   | o    | o    | xxo  | xxx  |      |      |      |      | 1.79      |       |
| 39 | A     | Charmaine Weavers    | RSA África do Sul    | o    | o    | o    | o    | xxx  |      |      |      |      |      | 1.75      |       |
| 40 | B     | Jaruwan Jenjudkarn   | THA Tailândia        |      |      | xo   | xxo  | xxx  |      |      |      |      |      | 1.75      |       |
| 41 | B     | Margarida Moreno     | AND Andorra          |      | o    | o    | xxx  |      |      |      |      |      |      | 1.75      |       |
|    | B     | Sriyani Kulawansa    | SRI Sri Lanka        |      |      |      |      |      |      |      |      |      |      | DNS       |       |

### Final
| Pos. | Nome               | País                 | 1.78 | 1.83 | 1.88 | 1.91 | 1.94 | 1.97 | 2.00 | 2.02 | 2.06 | Marca |
| ---- | ------------------ | -------------------- | ---- | ---- | ---- | ---- | ---- | ---- | ---- | ---- | ---- | ----- |
|      | Heike Henkel       | GER Alemanha         |      |      |      | o    |      | xxo  | o    | o    | xxx  | 2.02  |
|      | Galina Astafei     | ROU Romênia          | o    | o    | o    | o    | o    | o    | o    | xxx  |      | 2.00  |
|      | Ioamnet Quintero   | CUB Cuba             | o    |      | o    | o    | xo   | xo   | xx-  | x    |      | 1.97  |
| 4    | Stefka Kostadinova | BUL Bulgária         |      |      | o    | o    | o    | xxx  |      |      |      | 1.94  |
| 5    | Sigrid Kirchmann   | AUT Áustria          |      | o    | o    | xo   | o    | xxx  |      |      |      | 1.94  |
| 6    | Silvia Costa       | CUB Cuba             |      | o    | o    | xo   | xxo  | xxx  |      |      |      | 1.94  |
| 7    | Megumi Sato        | JPN Japão            | o    | o    | xo   | o    | xxx  |      |      |      |      | 1.91  |
| 7    | Alison Inverarity  | AUS Austrália        |      | o    | xxo  | o    | xxx  |      |      |      |      | 1.91  |
| 9    | Debbie Marti       | GBR Grã-Bretanha     | o    | o    | o    | xxo  | xxx  |      |      |      |      | 1.91  |
| 10   | Donata Jancewicz   | POL Polônia          |      | o    | o    | xxx  |      |      |      |      |      | 1.88  |
| 11   | Birgit Kähler      | GER Alemanha         | o    | o    | xo   | xxx  |      |      |      |      |      | 1.88  |
| 11   | Tanya Hughes       | USA Estados Unidos   | o    | o    | xo   | xxx  |      |      |      |      |      | 1.88  |
| 13   | Olga Turchak       | EUN Equipa Unificada | o    | o    | xxx  |      |      |      |      |      |      | 1.83  |
| 13   | Valentina Gotovska | LAT Letônia          | o    | o    | xxx  |      |      |      |      |      |      | 1.83  |
| 15   | Britta Bilac       | SLO Eslovênia        | xo   | o    | xxx  |      |      |      |      |      |      | 1.83  |
| 16   | Tatyana Shevchik   | EUN Equipa Unificada |      | xo   | xxx  |      |      |      |      |      |      | 1.83  |

Legenda
| Recorde mundial      | Recorde mundial (World record)               |                       | Recorde africano                      | Recorde africano (African) |                                           | Q | Classificado por posição (Qualified) |
| Recorde olímpico     | Recorde olímpico (Olympic record)            | Recorde da América    | Recorde da América (Americas)         | q                          | Classificado por melhor tempo (Qualified) |   |                                      |
| Melhor marca do ano  | Melhor marca do ano (World leading)          | Recorde asiático      | Recorde asiático (Asian)              | DNS                        | Não largou (Did not start)                |   |                                      |
| Recorde nacional     | Recorde nacional (National record)           | Recorde europeu       | Recorde europeu (European)            | DNF                        | Não terminou (Did not finish)             |   |                                      |
| Recorde pessoal      | Recorde pessoal do atleta (Personal best)    | Recorde da Oceania    | Recorde da Oceania (Oceania)          | DSQ / DQ                   | Desclassificado (Disqualified)            |   |                                      |
| Recorde da temporada | Recorde da temporada do atleta (Season best) | Recorde sul-americano | Recorde sul-americano (South America) | NM                         | Sem marca (No mark)                       |   |                                      |